# Étienne Pascal
Étienne Pascal (Clermont, 2 de mayo de 1588-París, 24 de septiembre de 1651) fue un jurista y matemático francés. Caballero, consejero del rey por elección de Basse Auvergne, se desempeñó como vicepresidente de la Cour des aides de Clermont-Ferrand y finalmente, tras un periodo de desgracia, fue nombrado presidente de la cour des aides de Normandía. Fue también un miembro activo de la academia de Marin Mersenne, contexto en el que realizó sus aportes científicos y matemáticos.

## Biografía
Su padre fue Martin Pascal de Mons, tesorero del rey. Étienne hizo sus estudios en la Sorbona de 1608 a 1610, antes de adquirir el mencionado cargo de consejero del rey. Contrajo matrimonio con Antoinette Begon (quien falleció tempranamente en 1626), hija de colegas del parlamento de Auvernia, con la que tuvo cuatro hijos: Antonia (1617-1617), Gilberta (1620-1674), Blaise (1623-1662) y Jacqueline (1625-1661).
En 1624 el adquiere el cargo de vicepresidente de la cour des aides de Montferrand, y tras la muerte de su mujer, se encarga de la educación de sus hijos. Luego del fracaso de su candidatura al puesto de presidente de la cour des aides en 1631, decide partir con su familia hacia París, donde podrá dar curso libre a su pasión por las ciencias y entregar una mejor formación educacional a sus hijos. Para asegurarse una renta, Étienne Pascal pone el producto de la venta de su cargo de presidente de la cour des aides en «fondos del ayuntamiento» (Hôtel de Ville) de París (el equivalente de la época a los bonos del tesoro) usualmente garantizados por el rey.
Pero en 1638, el canciller Séguier, constatando el costo de las guerras, debe suspende el pago de los intereses. Esta decisión provoca una protesta de los acreedores, que el gobierno decide reprimir. Étienne Pascal, siendo identificado como uno de sus provocadores, es confinado a esconderse en Auvernia, merced a un cumplido, dirigido por su hija Jacqueline a la reina con motivo del nacimiento del futuro Luis XIV, logra volver a caer en gracia. En enero de 1640, es nombrado en Ruan comisario del rey para la cobranza del impuesto de tallas, función que ejercerá hasta que se suprime tal impuesto, por pedido del parlamento al principio de la Fronda, en mayo de 1648.

## Aportes como matemático
La pasión de Étienne Pascal por las ciencias y las matemáticas era bien conocida en París. Amigo de Roberval, le propone el estudio de una curva derivada del círculo, conocida hoy día como el Caracol de Pascal. Fue encargado por Richelieu, en conjunto con Pierre Hérigone y Claude Mydorge, de establecer si el método de determinación de longitudes propuesto por Jean-Baptiste Morin a partir de las fases de la Luna era practicable y si debía ser recompensado por tal desarrollo. 
En base al contenido de la correspondencia dirigida a Fermat (principalmente una carta del 16 de agosto de 1636) se ha establecido que, en contra de Descartes, argumentó junto a Roberval a favor del método de máximos,  mínimos y tangentes de Fermat.